# Agelasta mediofasciata
Agelasta mediofasciata är en skalbaggsart som beskrevs av Heller 1913. Agelasta mediofasciata ingår i släktet Agelasta och familjen långhorningar.
Artens utbredningsområde är Filippinerna. Inga underarter finns listade i Catalogue of Life.